# 에드 비숍

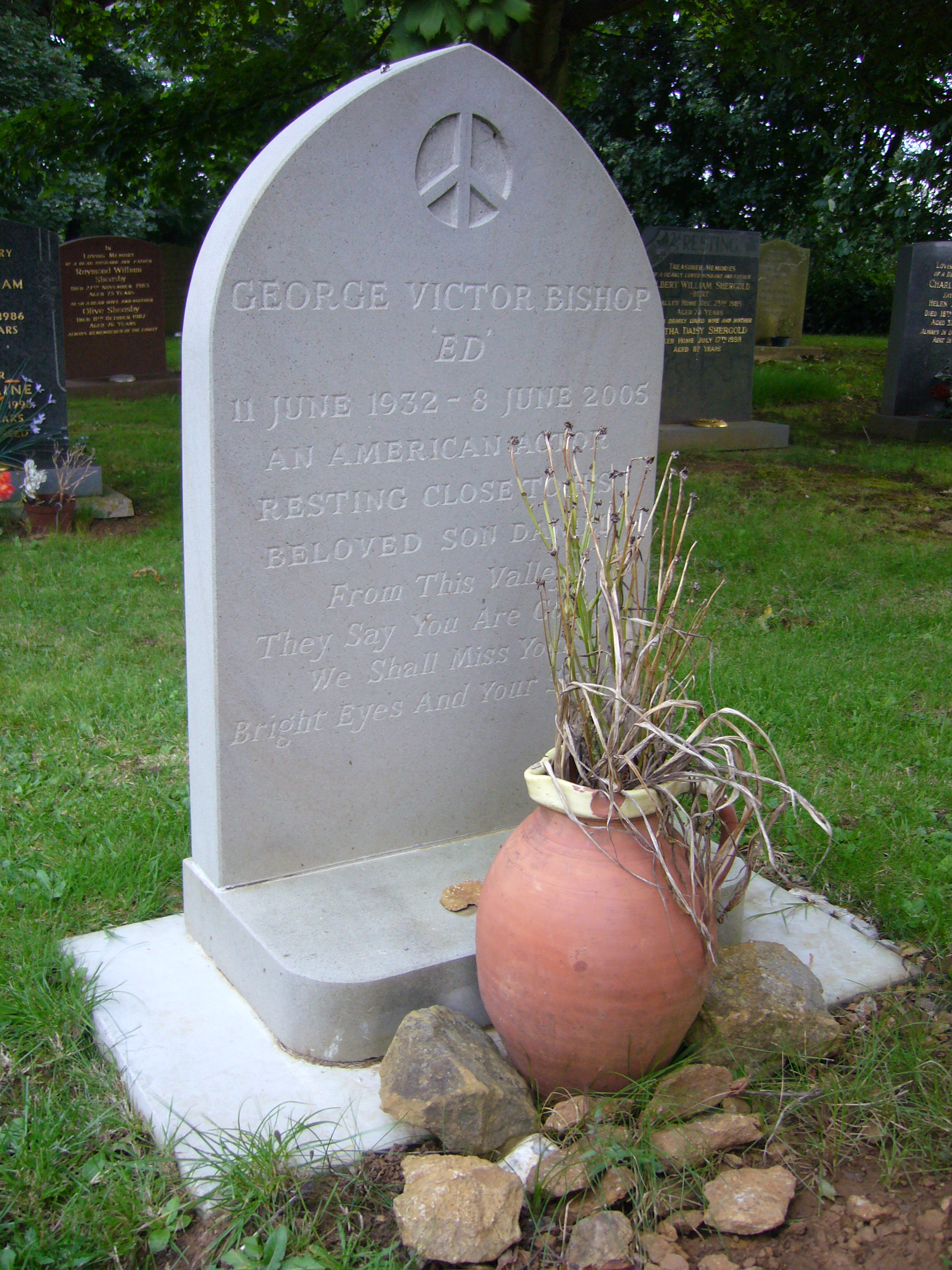

에드 비숍(Ed Bishop, 1932년 6월 11일 ~ 2005년 6월 8일)은 미국의 연극 배우, 텔레비전 배우, 영화배우, 성우이다.
브루클린에서 태어났으며 킹스턴어폰템스에서 사망하였다.

## 영화
- 스파이 마담 폴리 (1999년)
- 아메리칸 (1998년)
- 퍼니 맨 (1994년)
- 넛트크래커 (1983년)
- 외로운 법정 (1983년)
- 정의의 사관 (1983년)
- 암호명 S 비밀 지령 (1978년)
- 미합중국 최후의 날 (1977년) - Maj. 폭스 역
- 끌로드 부인 (1977년)
- 인베이전: UFO (1974년)
- 007 다이아몬드는 영원히 (1971년)
- 태양 저편으로의 여행 (1969년)
- 2001 스페이스 오디세이 (1968년)
- 007 두번 산다 (1967년)
- 맨 인 더 미들 (1963년)
- 쿨 미카도 (1963년)
- 로리타 (1962년)
- 세인트(영어판) (1962년)
- 워 러버 (1962년)